# Visual mind
Visual Mind är en programvara utvecklad av norska Mind Technologies. Programmet används för mindmapping för att fånga, visualisera och kommunicera en stor mängd information. Resultatet är lättförståliga informationsbilder, mindmappar, som ger överblick och detaljer i samma bild.
Tidigare versioner av Visual Mind var riktade mot ensamma användare. År 2007 förändrades detta då utvecklaren av Visual Mind introducerade Visual Mind Server som låter flera personer arbeta på samma dokument samtidigt i realtid. Visual Mind används för bl.a. Brainstorming, Att göra listor, organisera information, mötesanteckningar och beslutsfattande. Visual Mind Server används av grupper och team för att samarbeta, kommunicera information och dela dokument. 
Visual Mind har över 50.000 användare och finns på svenska, norska, danska och engelska.